# 상해전기
상해전기(Shanghai Electric, 중국어: 上海电气, 공식 명칭: 上海电气集团股份有限公司, Shanghai Electric Group Company Limited)은 상하이시에 본사를 둔 중국의 다국적 발전 및 전기 장비 제조 회사이다. 회사의 뿌리는 1880년으로 거슬러 올라간다.
상해전기는 발전 장비, 송전 및 배전 장비, 변압기, 개폐기, 회로 차단기, 운송 장비, 공작기계, 엘리베이터, 포장 및 인쇄 기계, 환경 보호 장비를 포함한 제품의 설계, 제조 및 판매에 종사하고 있다.
세계 최대의 증기 터빈 제조업체이다.